# Marmosa gràcil del Chaco
La marmosa gràcil del Chaco (Cryptonanus chacoensis) és una espècie de marsupial didelfimorf de la família Didelphidae, pròpia de la regió del Gran Chaco a l'Argentina, el Paraguai i l'Uruguai.
El seu estatus és dubtós; Wilson i Reeder consideren aquesta espècie sinònim de Gracilinanus agilis.